# Parafia św. Mateusza Apostoła w Ostrowitem
Parafia Świętego Mateusza Apostoła w Ostrowitem – parafia rzymskokatolicka, znajdująca się w diecezji włocławskiej, w dekanacie lipnowskim. 

## Proboszczowie
- ks. Zygmunt Sobczak (?-2008)
- ks. Roman Żerkowski (2008–2017)
- ks. Dariusz Puszkiewicz (od 2017)

## Kościoły
- kościół parafialny: Kościół św. Mateusza Apostoła w Ostrowitem
- kaplica filialna: Kaplica Najświętszej Marii Panny Królowej Polski w Baranach